# Gianluca Mager
Gianluca Mager (San Remo, 1 december 1992) is een Italiaanse tennisspeler. Hij heeft nog geen ATP-toernooien gewonnen, maar stond wel al in de finale. Hij was de eerste speler in zeven jaar tijd een finale van een ATP-toernooi bereikt als een geplaatste speler via kwalificaties. Sinds 2020 neemt hij deel aan verscheidene Grand Slams. Hij heeft vier challengers in het enkelspel, en één challenger in het dubbelspel op zijn naam staan. 

## Palmares
| Legenda                       | Legenda               |
| ----------------------------- | --------------------- |
| Grand Slam                    |                       |
| Olympische Spelen             |                       |
| tot 2009                      | vanaf 2009            |
| Tennis Masters Cup            | ATP Finals            |
| ATP Masters Series            | ATP Tour Masters 1000 |
| ATP International Series Gold | ATP Tour 500          |
| ATP International Series      | ATP Tour 250          |

### Enkelspel
| Nr.                          | Datum            | Toernooi           | Ondergrond    | Tegenstander in finale | Score             | Details |
| ---------------------------- | ---------------- | ------------------ | ------------- | ---------------------- | ----------------- | ------- |
| Verloren finales             |                  |                    |               |                        |                   |         |
| 1.                           | 23 februari 2020 | ATP Rio de Janeiro | Gravel        | Cristian Garín         | 63-7, 5-7         | Details |
| Gewonnen finales challengers |                  |                    |               |                        |                   |         |
| 1.                           | 20 januari 2019  | Koblenz            | Hardcourt (I) | Roberto Ortega-Olmedo  | 2-6, 7-66, 6-2    |         |
| 2.                           | 14 april 2019    | Barletta           | Gravel        | Nikola Milojević       | 7-67, 5-7, 3-2, r |         |
| 3.                           | 14 april 2019    | Biella             | Gravel        | Paolo Lorenzi          | 6-0, 64-7, 7-5    |         |
| 4.                           | 4 april 2021     | Marbella           | Gravel        | Jaume Munar            | 2-6, 6-3, 6-2     |         |

### Dubbelspel
| Nr.                          | Datum         | Toernooi | Ondergrond | Partner           | Tegenstanders in finale | Score     |
| ---------------------------- | ------------- | -------- | ---------- | ----------------- | ----------------------- | --------- |
| Gewonnen finales challengers |               |          |            |                   |                         |           |
| 1.                           | 14 maart 2021 | Chennai  | Hardcourt  | Andrea Pellegrino | Matt Reid Luke Saville  | 6-4, 7-67 |

## Resultaten grote toernooien
| Legenda | Legenda                          |
| ------- | -------------------------------- |
| g.t.    | geen toernooi gehouden           |
| l.c.    | lagere categorie                 |
| –       | niet deelgenomen                 |
| G       | uitgeschakeld in de groepsfase   |
| 1R      | uitgeschakeld in de eerste ronde |
| 2R      | uitgeschakeld in de tweede ronde |
| 3R      | uitgeschakeld in de derde ronde  |
| 4R      | uitgeschakeld in de vierde ronde |
| KF      | uitgeschakeld in de kwartfinale  |
| HF      | uitgeschakeld in de halve finale |
| F       | de finale verloren               |
| W       | het toernooi gewonnen            |
| w-v     | winst/verlies-balans             |

### Enkelspel
| grandslamtoernooien  |      |      |    |
| Australian Open      | –    | –    | 1R |
| Roland Garros        | –    | 1R   | 2R |
| Wimbledon            | –    | g.t. | 2R |
| US Open              | –    | 1R   |    |
| ATP Masters 1000     |      |      |    |
| Indian Wells         | –    | g.t. |    |
| Miami                | –    | g.t. | –  |
| Monte Carlo          | –    | g.t. | –  |
| Madrid               | –    | g.t. | –  |
| Rome                 | 1R   | 1R   | 2R |
| Montreal/Toronto     | –    | g.t. |    |
| Cincinnati           | –    | –    |    |
| Shanghai             | –    | g.t. |    |
| Parijs               | –    | –    |    |
| olympisch            |      |      |    |
| Olympische Spelen    | g.t. | g.t. |    |
| statistieken         |      |      |    |
| totaal aantal titels | 0    | 0    | 0  |
| eindejaarsranking    | 440  | 100  |    |

### Dubbelspel
| grandslamtoernooien  |      |    |
| Australian Open      | –    | 1R |
| Roland Garros        | 1R   | –  |
| Wimbledon            | g.t. | 1R |
| US Open              | –    |    |
| ATP Masters 1000     |      |    |
| Indian Wells         | g.t. |    |
| Miami                | g.t. | –  |
| Monte Carlo          | g.t. | –  |
| Madrid               | g.t. | –  |
| Rome                 | 1R   | –  |
| Montreal/Toronto     | g.t. |    |
| Cincinnati           | –    |    |
| Shanghai             | g.t. |    |
| Parijs               | –    |    |
| olympisch            |      |    |
| Olympische Spelen    | g.t. |    |
| statistieken         |      |    |
| totaal aantal titels | 0    | 0  |
| eindejaarsranking    | 1200 |    |